# Boston-Marathon 1919
| 23. Boston-Marathon    | 23. Boston-Marathon        |
| ---------------------- | -------------------------- |
| Stadt                  | Boston, Vereinigte Staaten |
| Datum                  | 19. April 1919             |
| Distanz                | 37 – 38,5 Kilometer        |
| Sieger                 |                            |
| Männer                 | Carl Linder (2:29:13 h)    |
| ← Boston-Marathon 1918 | Boston-Marathon 1920 →     |
| Website                | Offizielle Website         |

Der Boston-Marathon 1919 war die 23. Ausgabe der jährlich stattfindenden Laufveranstaltung in Boston, Vereinigte Staaten. Der Marathon fand am 19. April 1919 statt. Die Laufdistanz betrug zwischen 37 und 38,5 Kilometer.
Es gewann Carl Linder in 2:29:13 h.

## Ergebnis
| Platz | Athlet          | Land               | Zeit (h) |
| ----- | --------------- | ------------------ | -------- |
| 01    | Carl Linder     | Vereinigte Staaten | 2:29:13  |
| 02    | William Wick    | Vereinigte Staaten | 2:30:15  |
| 03    | Otto Laakso     | Vereinigte Staaten | 2:31:31  |
| 04    | Frank Gillespie | Vereinigte Staaten | 2:36:44  |
| 05    | Mike Lynch      | Vereinigte Staaten | 2:36:58  |
| 06    | Arron Morris    | Vereinigte Staaten | 2:37:31  |
| 07    | Peter Panayotis | Griechenland       | 2:38:10  |
| 08    | Runar Ohman     | Schweden           | 2:41:38  |
| 09    | Anastas Sturgis | Vereinigte Staaten | 2:51:15  |
| 10    | Henry Kanto     | Vereinigte Staaten | 2:51:53  |